# Целіакія
Целіакія — автоімунне захворювання тонкої кишки. Виникає у людей різного віку, переважно у дітей внаслідок генетичної схильності. Симптомокомплекс порушень при целіакії включає біль та дискомфорт у ділянці живота, хронічні закрепи або діарею.
Люди з діагнозом целіакії не переносять білок глютен, який є в пшениці, житі, ячмені та, можливо, у вівсі. Коли хворі на целіакією вживають продукти, які містять глютен, їхня імунна система відповідає на це ушкодженням тонкої кишки. На внутрішній його поверхні відмирають крихітні пальцеподібні ворсинки (лат. villi intestinales), які виконують в кишці важливу роль: через них поживні речовини з їжі всмоктуються в кров. Без цих ворсинок організм виснажується незалежно від кількості вживаної їжі. Поверхня кишки ушкоджується місцями. На внутрішній поверхні тонкої кишки одночасно можуть знаходитися одна або декілька «мертвих» плям.
За даними Всесвітньої асоціації гастроентерологів, опублікованими в 2005 році, поширеність целіакії у дорослого населення країн світу приблизно однакова і становить 1: 100 — 1: 300. На сьогоднішні статистики щодо захворюваності на целіакію в Україні немає. Ризик виникнення целіакії в сім'ях, де є хворий на целіакію стоновить 1-10. Целіакія може розвиватися у дітей до року після введення прикорму, що містить глютен. Так само вперше розвиток целіакії можливий у віці 40-50 років.
Глютен — основний білок злаків — речовина, абсолютно токсична для хворих на целіакію. Він є основним фактором, який пошкоджує слизову оболонку тонкої кишки.

## Прояви
Якщо в слизовій тонкої кишки немає генетично запрограмованої схильності до пошкодження глютеном, то целіакії немає і не буде. Таким чином для розвитку целіакії необхідні 2 умови: білок злакових і «схильність» слизової оболонки тонкої кишки.
Основний механізм діареї при целіакії пов'язаний з посиленням кишкової секреції через підвищення вмісту простагландинів, що може пояснюватися, з одного боку, підвищеним синтезом простагландинів мононуклеарами, які інфільтрують слизову оболонку тонкої кишки, і з іншої — зниженням їхньої інактивації внаслідок атрофічних змін слизової оболонки. Діарея призводить до втрати електролітів і дегідратації. У зв'язку з порушенням засвоєння поживних речовин розвиваються полігіповітаміноз, гіпоонкотичні набряки. Виснаження запасів кальцію і магнію може спричинити парестезії, м'язові судоми і навіть тетанію. Мальабсорбція супроводжується остеопорозом, невмотивованими переломами, різними неврологічними розладами.
До позакишкових проявів целіакії відноситься герпетиформний дерматит. При тяжкому перебігу захворювання, коли до патологічного процесу залучається уся тонка кишка, може розвинутися несумісний з життям синдром тотального порушення всмоктування.
Глютен, потрапляючи в кишку, взаємодіє зі спеціальними рецепторами епітеліоцитів, спадково обумовлених. У відповідь на дію глютену відбувається атрофія ворсинок тонкої кишки. Пошкодження глікокалікса, а також щіткової облямівки ентероцитів з мембранними ферментами, до яких відносяться лактоза, сахароза, мальтаза, ізомальтаза тощо, призводить до різного ступеня непереносимості відповідних харчових речовин, а саме — цільного молока, цукру, мальтози, грибів та інших продуктів. Внаслідок виснаження слизової тонкої кишки, а також пошкодження глікокаліксу, у внутрішнє середовище організму потрапляють великі недорозщеплені молекули, які володіють властивостями алергенів. Саме тому у хворих часто розвиваються алергічні реакції, які повністю проходять після призначення безглютенової дієти. У хворих на целіакію внаслідок атрофії ворсинок різко знижується поверхню всмоктування. Всмоктувальна поверхня тонкої кишки здорового дорослого дорівнює площі тенісного корту. У хворого на целіакію вона дорівнює площі столу для гри в пінг-понг. При порушенні ферментування частка їжі потрапляє в нижні відділи в нерозщепленому стані, посилюючи бродіння і газоутворення.

## Групи ризику з целіакії
- з хронічними проносами або з періодичними проносами і блюванням, проносами, які чергуються з запорами;
- з постійним болем у животі в поєднанні з різними диспептичними порушеннями;
- з відставанням у фізичному і / або статевому розвитку;
- з остеопорозом;
- хворі на цукровий діабет I типу, аутоімунний тиреоїдит;
- із залізодефіцитною анемією;
- з хронічним виразковим стоматитом, герпетиформним дерматитом, фурункульозом та іншими стійкими ураженнями шкіри;
- жінки з хронічним невиношуванням вагітності;
- жінки з первинною аменореєю;
- чоловіки з безпліддям;
- близькі родичі хворих на целіакію.

людям з груп ризику необхідно обстеження з метою виключення целіакії.

## Лікування
Аглютенова дієта є засобом базисної терапії целіакії. Основні принципи цієї дієти такі:
- Виключення продуктів, які містять глютен (пшениця, жито, ячмінь та овес), а також продуктів, які підсилюють бродильні та гнильні процеси;
- Повноцінність раціону з підвищеним вмістом білку і солей кальцію;
- Обмеження механічних і хімічних подразників слизової оболонки кишки.

Як каталізатор гідролізу глютену може бути застосований рекомбінантний тритікаїн-α, який є стабільним в умовах шлунково-кишкового тракту